# Возобновляемая энергетика в Европейском союзе
Возобновляемая энергетика в Европейском союзе — отрасль энергетики Европейского союза по производству энергии из возобновляемых источников энергии.

## Общие положения
Регулирование сферы возобновляемой энергетики осуществляется директивой ЕС 2018/2001 от 11.12.2018 года «О стимулировании использования возобновляемой энергии».
В 2020 году 38 % электроэнергии ЕС было произведено из возобновляемых источников энергии. При этом, из ископаемого топлива — 37 % электроэнергии, 25 % электроэнергии произведено атомными электростанциями.

ЕС ставит целью стать независимыми от углеводородного сырья к 2050 году, отказаться от угля к 2030 году, и отказаться от генерирования электроэнергии из газа и атомными электростанциями. В 2022 году мощность возобновляемой энергетики в ЕС составляла 569 689 МВт.

## Ветровая энергетика
В 2020 году из ветра произведено 1/3 всей возобновляемой энергии ЕС. При этом, это составило 11,6 % всей потребляемой электроэнергии. В сфере ветровой энергетики в ЕС в 2020 году было занято от 240 000 до 300 000 работников.

ЕС производит ключевые компоненты турбин для ветровых электростанций. 

ЕС стремится к установлению ветровых электростанций в открытом море общей мощностью 60 Гигаватт. В 1991 году в Дании была построена первая ветровая электростанция в открытом море.
Европейским Союзом поставлена цель, чтобы к 2030 году ветряные электростанции вырабатывали от 26 до 35 % всей электроэнергии ЕС, что должно принести экономию в 56 млрд евро.
В 2022 году мощность ветроэнергетики в ЕС составляла 204 122 МВт.

## Солнечная энергетика
В 2018 году выработка фотоэлектрической электроэнергии составила 127 тераватт*час, что составило 3,9 % производства всей электроэнергии ЕС. В 2020 году объём производства солнечной электроэнергии составил 5 % от общего объёма.

Количество занятых в сфере солнечной электроэнергетики ЕС работников в 2018 году составило 117 000 чел.

ЕС вырабатывает 2,3 гигаватт концентрированной солнечной энергии при помощи гелиоконцентратора. В 2022 году мощность солнечной энергетик в ЕС составляла 200 647 МВт.

## Гидроэнергетика
На долю гидроэнергетики приходится 36 % потребления возобновляемой электроэнергии. В 2022 году мощность гидроэнергетики в ЕС составляла 152 642 МВт.

## Биогаз
В 2022 году мощность биогаза в ЕС составила 11 424 МВт.

## Биоэнергетика
В 2022 году мощность биоэнергетики в ЕС составляла 33 823 МВт.

## Геотермальная энергетика
На 2022 год мощность геотермальной энергетики в ЕС составляла 892 МВт.